# Kyalyak
Kyalyak är en ort i Azerbajdzjan.   Den ligger i distriktet Goranboj, i den centrala delen av landet, 270 km väster om huvudstaden Baku. Kyalyak ligger 147 meter över havet och antalet invånare är 714.
Terrängen runt Kyalyak är platt. Närmaste större samhälle är Goranboy, 15,8 km sydost om Kyalyak.
Trakten runt Kyalyak består till största delen av jordbruksmark. Runt Kyalyak är det ganska tätbefolkat, med 67 invånare per kvadratkilometer.